# Ministerio de Seguridad Pública (Panamá)
El Ministerio de Seguridad Pública es una institución gubernamental en Panamá el cual es el encargado de la seguridad en la nación. Fue creado mediante la Ley n.º 15 del 14 de abril de 2010 y publicado en la Gaceta Oficial de la Asamblea Nacional y conformado por la Policía Nacional, el Servicio Nacional de Fronteras, el Servicio Nacional Aeronaval y el Servicio Nacional de Migración.

## Historia
Aunque Panamá era un país rico y de tránsito durante la Colonia española, tenía una mala seguridad, por lo que era muy recurrente los robos y ataques de piratas a las ciudades comerciales de Nombre de Dios, Portobelo y Ciudad de Panamá.
Durante la independencia y unión a Colombia el país vivió muy inseguro debido a las guerras civiles entre liberales y conservadores.
En 1903, la Junta Provisional de Gobierno creó el Ministerio de Guerra y Marina, encargado de la defensa del istmo con el ejército nacional, disuelto en 1904 cuando la Constitución fue aprobada y el nuevo gobierno de Manuel Amador Guerrero instauró las secretarías de estado.
La creación de la Policía Nacional en 1937 hizo más seguras las calles del país. En la década de los 50s se militarizó la Policía Nacional a la Guardia Nacional, cambiada en 1984 a las Fuerzas de Defensa cuyos componentes eran aire, mar, tierra y fuerza policial. En ese entonces adscrito al Ministerio de Gobierno y Justicia y luego a la Asamblea Nacional de Representantes de Corregimientos. Con la llegada de la Invasión a Panamá de Estados Unidos de 1989 y la disolución de las Fuerzas de Defensa el 10 de febrero de 1990 el Presidente Guillermo Endara Galimany crea la Fuerza Pública aboliendo el ejército y subordinandolos también al Ministerio de Gobierno y Justicia.
En 2010, se crea el Ministerio de Seguridad Pública para que administrase las fuerzas públicas y presida el Consejo de Seguridad Pública y Defensa Nacional. Durante el periodo de elecciones presidenciales, la Fuerza Pública queda a cargo del Tribunal Electoral, para evitar desórdenes y golpes de estado, entre otros.
La Guardia Presidencial constituida por el Servicio de Protección Institucional está adscrita directamente a la Presidencia de la República, aunque sus miembros reciben los mismos beneficios, tratos y reconocimientos como los de un miembro de la Fuerza Pública.

## Fuerza Pública de Panamá

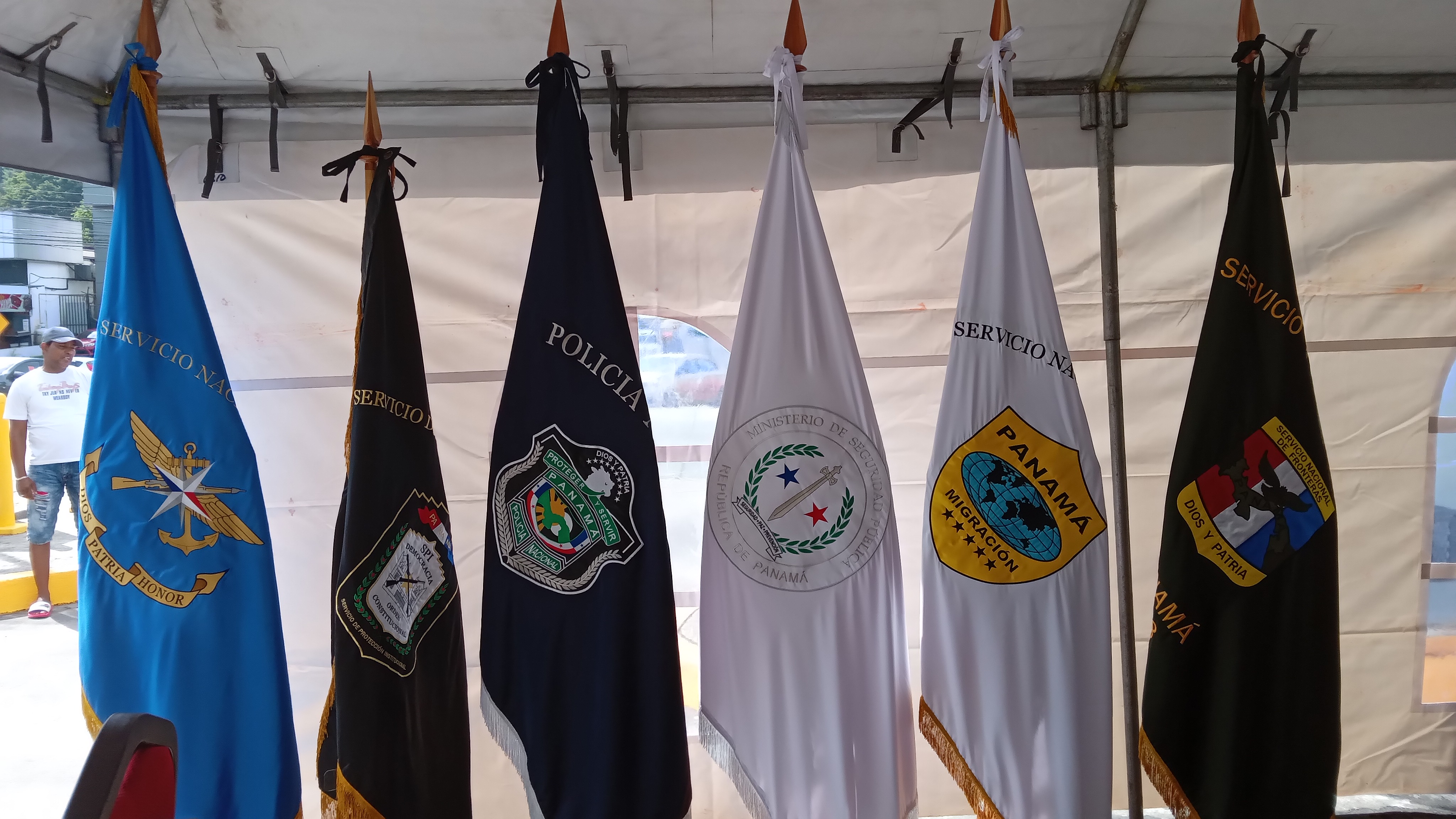
Banderas Institucionales del Ministerio de Seguridad Pública y Estamentos de Seguridad de la República de Panamá

- Dirección General de la Policía Nacional
- Dirección General del Servicio Nacional Aeronaval
- Dirección del Servicio Nacional de Fronteras
- Dirección del Servicio Nacional de Migración

## Ministros de Seguridad Pública
| N.º | Nombre               | Duración                                     |
| --- | -------------------- | -------------------------------------------- |
| 1   | José Raúl Mulino     | 14 de abril de 2010 - 1 de julio de 2014     |
| 2   | Rodolfo Aguilera     | 1 de julio de 2014 - 16 de mayo de 2016      |
| 3   | Alexis Bethancourt   | 16 de mayo de 2016 - 31 de octubre de 2018   |
| 4   | Jonattan Del Rosario | 2 de noviembre de 2018 - 30 de junio de 2019 |
| 5   | Rolando Mirones      | 1 de julio de 2019 - 5 de febrero de 2020    |
| 6   | Juan Pino            | 5 de febrero de 2020 - 1 de julio de 2024    |
| 7   | Frank Abrego         | 1 de julio de 2024 - Actualidad              |